# Nuno Álvares Pereira

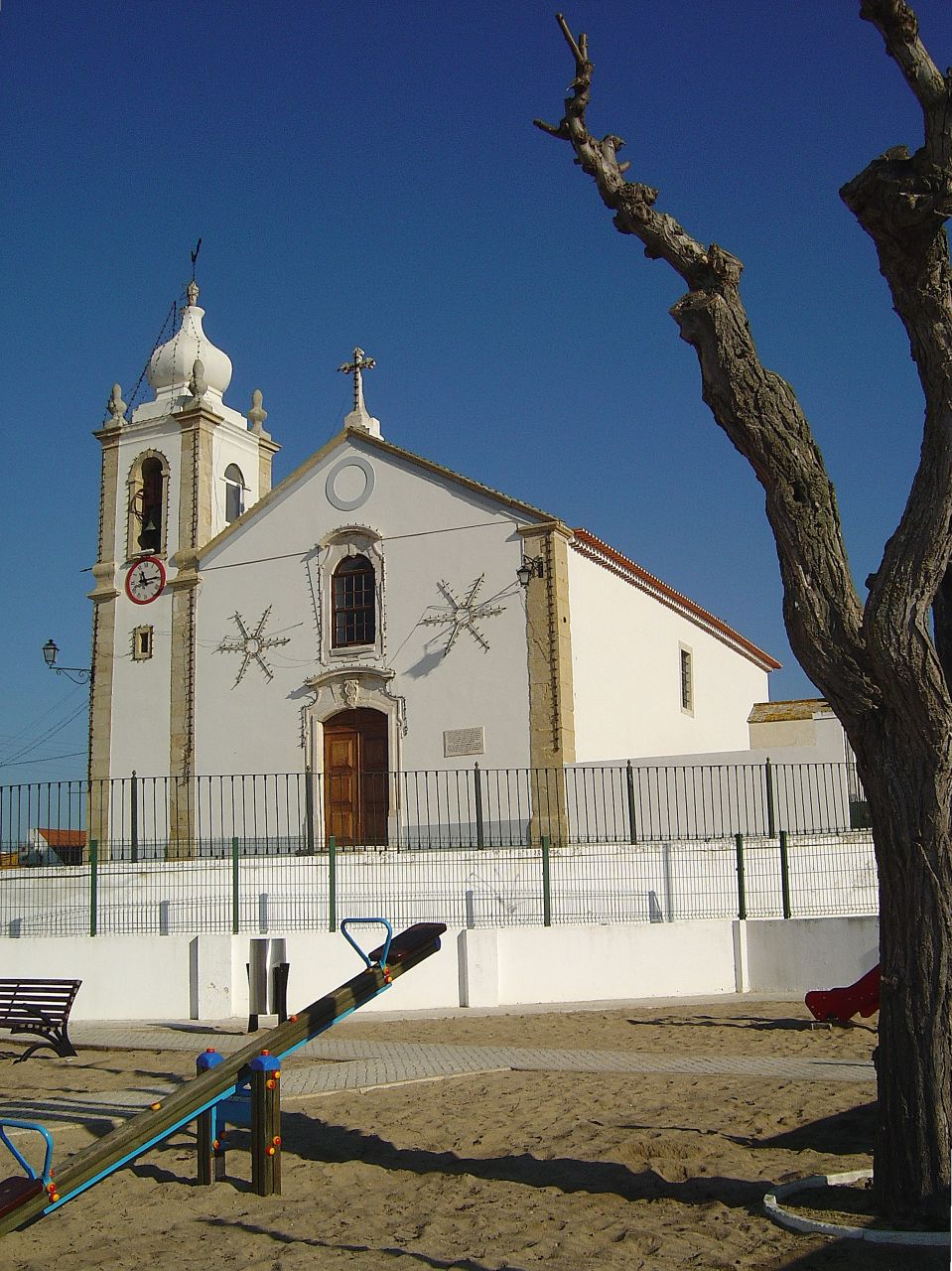
Igreja onde o D. Nuno Álvares Pereira casou com D. Leonor em Vila Nova da Rainha freguesia do concelho de Azambuja

Nuno Álvares Pereira (O.Carm.), também conhecido como o Santo Condestável, formalmente São Nuno de Santa Maria ou simplesmente Nun'Álvares (Paço do Bonjardim, Cernache do Bonjardim, 24 de junho de 1360 – Lisboa, 1 de novembro de 1431), foi um nobre e general português do século XIV. Nasceu no ano de 1360, filho de D. Álvaro Gonçalves Pereira e de D. Iria Gonçalves do Carvalhal. Desempenhou um papel fundamental na crise de 1383-1385, onde Portugal defendeu a sua independência de Castela. Nuno Álvares Pereira foi também 2.º Condestável de Portugal, 38.º Mordomo-Mor do Reino, 7.º conde de Barcelos, 3.º conde de Ourém e 2.º conde de Arraiolos.
O militar português comandou forças em número substancialmente inferior ao inimigo e venceu todas as batalhas que travou. É o patrono da Infantaria portuguesa. A sua forma de comandar, caracterizou-se fundamentalmente pelo exemplo e pelas inúmeras virtudes militares, junto dos seus homens.
Luís de Camões, em sentido literal ou alegórico, explícito ou implícito, faz referência ao Condestável nada menos que 14 vezes em «Os Lusíadas». O forte Nuno, como Camões o designa, aparece logo evocado na 12.ª estrofe do canto primeiro, "Por estes vos darei um Nuno fero, Que fez ao Rei e ao Reino tal serviço," e no canto oitavo, estrofe 32: "Mas mais de Dom Nuno Álvares se arreia. Ditosa Pátria que tal filho teve!".
Uma escultura sua encontra-se no Arco da Rua Augusta, na Praça do Comércio, em Lisboa, outra no castelo de Ourém e ainda outra equestre, no exterior do Mosteiro da Batalha. Outra estátua de São Nuno está na sua terra-natal: Cernache de Bonjardim.
O dia do seu nascimento é feriado no concelho da Sertã, por aqui ter nascido na freguesia de Cernache do Bonjardim a 24 de junho de 1360.
Foi inicialmente sepultado no Convento do Carmo, em Lisboa. Com a destruição parcial do Convento, devido ao Terramoto de 1755 (visível nos dias de hoje), foi trasladado. Atualmente, os seus restos mortais repousam na Igreja do Santo Condestável, em Lisboa, desde o dia 14 de agosto de 1951, data da inauguração e comemoração dos 566 anos da vitória portuguesa na Batalha de Aljubarrota.
É o Padroeiro do Corpo Nacional de Escutas - Escutismo Católico Português e da Fraternidade de Nuno Álvares - Associação de Escuteiros Adultos, constituída por antigos filiados do Corpo Nacional de Escutas. São Nuno de Santa Maria foi canonizado pelo Papa Bento XVI, a 26 de abril de 2009, e a sua festa é a 6 de novembro.

## Vida

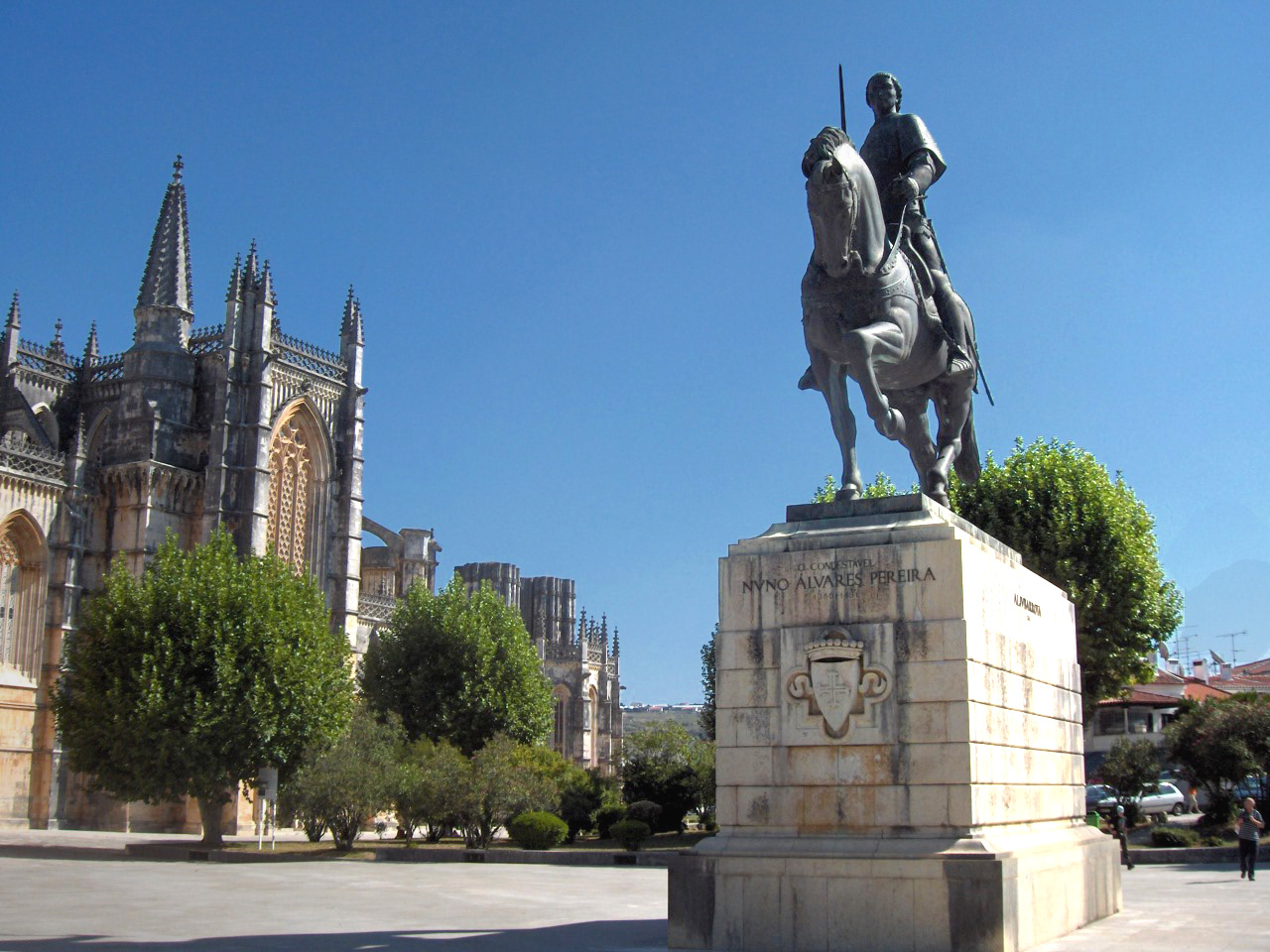
Estátua de Nuno Álvares Pereira, do escultor Leopoldo de Almeida, em frente ao Mosteiro de Santa Maria da Vitória, situado no concelho da Batalha

Segundo Fernão Lopes, D. Nuno Álvares Pereira foi um dos filhos naturais de D. Álvaro Gonçalves Pereira, Prior da Ordem do Hospital, e Iria Gonçalves do Carvalhal. Era meio-irmão mais novo de Rodrigo Álvares Pereira, D. Frei Pedro Álvares Pereira e Diogo Álvares Pereira, e irmão mais novo de Fernão Álvares Pereira. D. Nuno Álvares Pereira cresceu na casa do seu pai até aos seus treze anos. Foi lá que se iniciou: 
"como bom cavalgante, torneador, justador e lançador", e sobretudo onde ganhou gosto pela leitura. Consta que leu nos "livros de cavallaria que a pureza era a virtude que tornara invenciveis os heroes da Tavola Redonda, e procurava que a sua alma e corpo se conservassem immaculados".
Foi legitimado pelo rei D. Pedro I, em 1361.
Foi um dos grandes protagonistas na crise de 1383-85.
Entre 1383 e 1400 esteve envolvido na guerra com Castela, defendendo a independência de Portugal. Teve três importantes batalhas campais que venceu.
A sua lealdade e dedicação foi generosamente recompensada pelo rei pelos vários títulos que recebeu e propriedades, ficando dono de quase metade do país.
Depois da conquista de Ceuta em 1415, decidiu abraçar a vida religiosa em 1423, como irmão donato no convento do Carmo que tinha mandado construir.

### Casamento

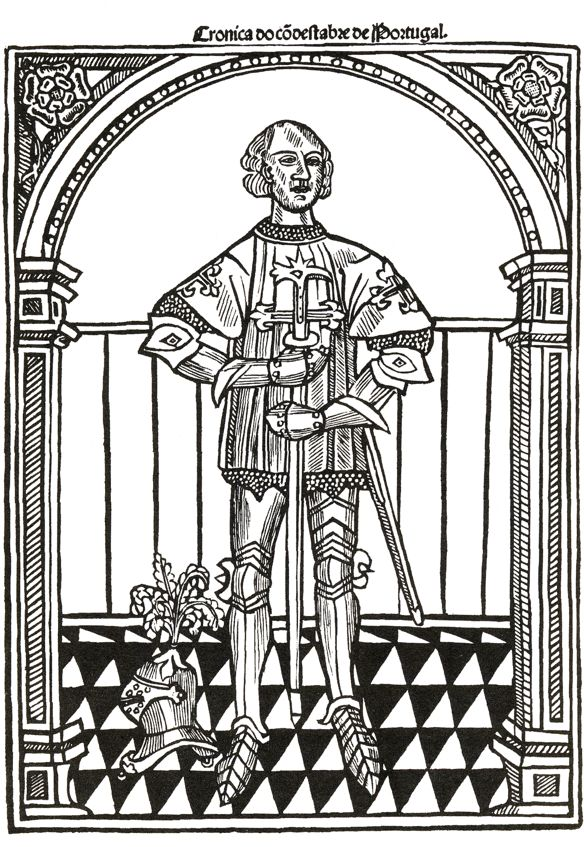
Gravura da crónica do condestável

Decidido a manter-se casto, viu tais aspirações serem contrariadas pelo seu pai, que aos 16 anos, em 1376, o casou com Leonor de Alvim, quatro anos mais velha, viúva de um primeiro casamento sem filhos, rica, em cerimónia realizada em Vila Nova da Rainha, freguesia do concelho de Azambuja. O nobre casal estabeleceu-se no Minho (supõe-se que em Pedraça, Cabeceiras de Basto), numa propriedade de D. Leonor de Alvim. O pai, com este casamento, garantia o futuro do filho, já que Nuno não podia suceder-lhe no cargo de prior. Este cargo passou para o seu irmão Pedro, que acabaria por tomar o partido de Castela.
Deste casamento teve dois filhos e uma filha: Beatriz, única a chegar à idade adulta.
Leonor morreu no início de 1388. Nuno Álvares não mais voltou a casar.

## Vida militar
Saiu de casa do pai para a corte de D. Fernando de Portugal. Após uma missão de reconhecimento ao exército de Castela, que passava por Santarém a caminho de Lisboa, ele e o seu irmão Diogo foram armados cavaleiros. Nuno foi pela rainha e Diogo pelo rei, tendo Nuno uma armadura emprestada por D. João, o Mestre de Avis (a partir daí tornando-se amigo de Nuno). Nessa missão, o jovem fez um relatório indicando que o exército de Castela, apesar de grande, era mal comandado, e que poderia ser vencido por uma pequena força bem comandada.

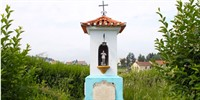
Monumento evocativo do local de nascimento de D. Nuno Álvares Pereira em Cernache do Bonjardim. Paço do Bonjardim, atual propriedade do Seminário das Missões

### Crise 1383-1385
Quando o Rei D. Fernando de Portugal morreu em 1383, sem herdeiros a não ser a princesa D. Beatriz, casada com o Rei João I de Castela, D. Nuno foi um dos primeiros nobres a apoiar as pretensões de João, o Mestre de Avis à coroa. Apesar de ser filho ilegítimo de D. Pedro I de Portugal, D. João afigurava-se como uma hipótese preferível à perda de independência para os castelhanos.
Conta-se que em fins de 1383 depois de se encontrar com D. João em Lisboa para sugerir matar o Conde Andeiro, deslocou-se para Santarém e dirigiu-se ao alfageme para afiar a espada. Quando se preparava para pagar, o alfageme disse-lhe que pagaria por aquilo quando D. Nuno fosse conde de Ourém que na altura era o Andeiro; o jovem aceitou. Após a batalha de Aljubarrota, o rei em Santarém fazia distribuição de terras. Um pajem pretendeu os bens daquele alfageme, dizendo que era castelhano; a mulher do alfageme lembrou a D. Nuno do pagamento devido e este intercedeu junto do rei para que os bens não lhe fossem retirados.

Escudo do brasão dos Pereira

Após o mestre de Avis tornar-se regente, nomeou Nuno Álvares fronteiro do Alentejo. A defesa foi organizada e a primeira vitória em campo de batalha foi conseguida na batalha dos Atoleiros.
A 6 de Abril de 1385, D. João é reconhecido pelas cortes reunidas em Coimbra como Rei de Portugal. Esta posição de força portuguesa desencadeia uma resposta à altura em Castela. D. João de Castela invade Portugal pela Beira Alta com vista a proteger os interesses de sua mulher D. Beatriz. D. Nuno Álvares Pereira toma o controlo da situação no terreno e inicia uma série de cercos a cidades leais a Castela, localizadas principalmente no Norte do país.

### Batalhas
A primeira grande vitória de D. Nuno Álvares Pereira frente aos castelhanos deu-se na batalha dos Atoleiros em que pela primeira vez, na Península Ibérica, um exército a pé derrota um exército com cavalaria pesada, em abril de 1384. Com a eleição em abril de 1385 de D. João de Avis para rei é nomeado Condestável de Portugal e Conde de Ourém.
A 14 de Agosto, D. Nuno Álvares Pereira mostra o seu génio militar ao vencer a batalha de Aljubarrota. A batalha viria a ser decisiva no fim da instabilidade política de 1383-1385 e na consolidação da independência portuguesa. Finda a ameaça castelhana, D. Nuno Álvares Pereira permaneceu como Condestável do reino e tornou-se Conde de Arraiolos e Barcelos. 

Entre 1385 e 1390, ano da morte de D. João de Castela, dedicou-se a realizar incursões contra a fronteira de Castela.

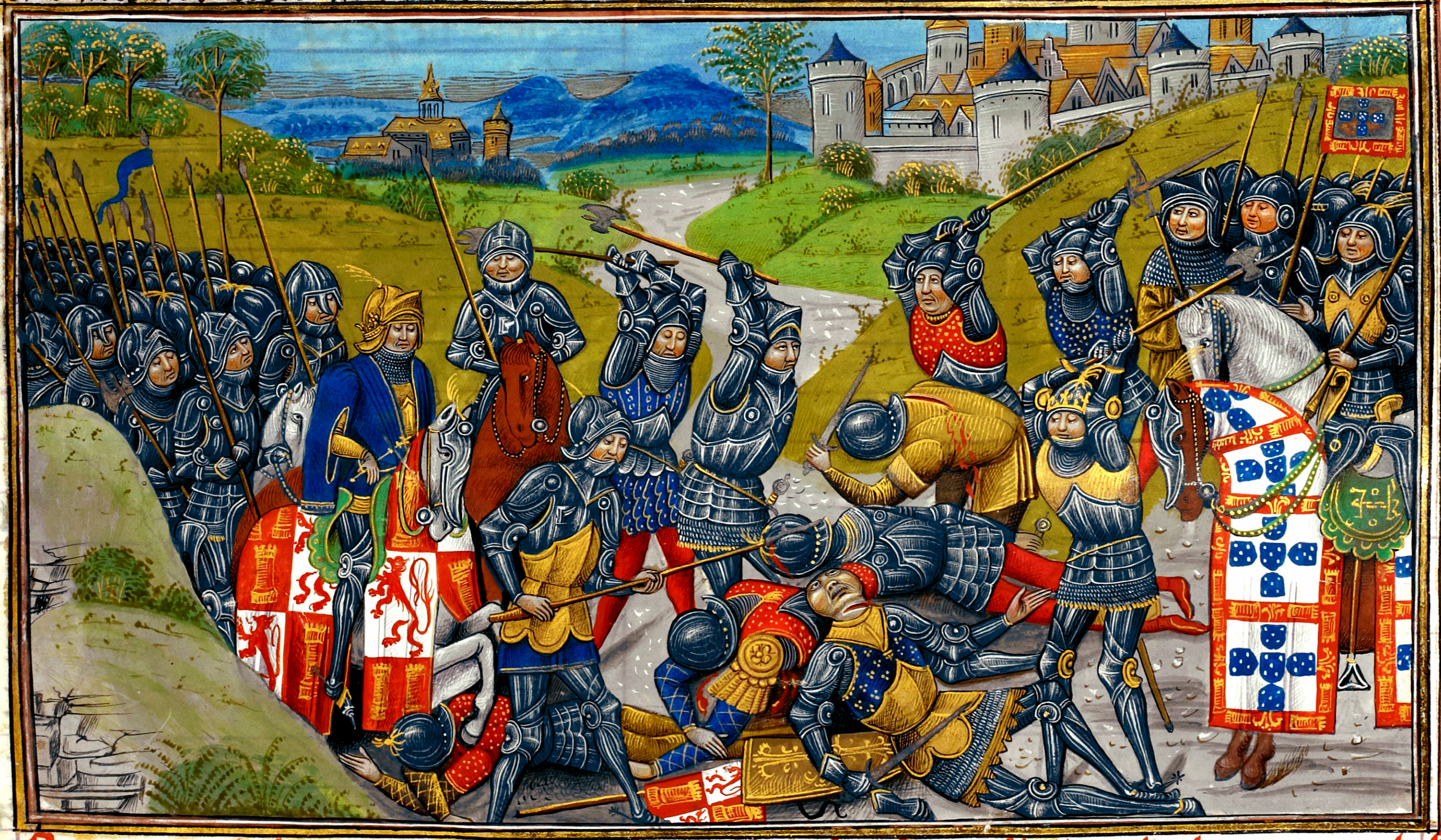
Batalha de Aljubarrota. Nuno Álvares comandava a vanguarda

Com o objetivo de manter a pressão e dissuadir o país vizinho de novos ataques. Por essa altura, em outubro de 1385 foi travada em terreno castelhano a célebre batalha de Valverde. Conta-se que na fase mais crítica da batalha e quando já parecia que o exército português iria sofrer uma derrota completa, se deu pela falta de D. Nuno. Quando já se temia o pior, os seus companheiros foram encontrá-lo em êxtase, ajoelhado a rezar entre dois penedos. Quando Rui Gonçalves, aflito lhe chamou a atenção para a batalha que se perdia, o Condestável fez um sinal com a mão a pedir silêncio. Novamente chamado à atenção por Gonçalo Anes que lhe disse: "Nada de orações, que morremos todos!", responde então D. Nuno, suavemente: "Amigo, ainda não é hora. Aguardai um pouco e acabarei de orar."; quando acabou de rezar, ergue-se com o rosto iluminado e dando as suas ordens, consegue que se ganhe a batalha, atacando o mestre de Santiago. Depois desta batalha, os castelhanos recusaram-se a dar-lhe batalha em campo aberto.
O nome de Nuno Álvares inspirava terror nos castelhanos que passaram sempre que podiam a atacar a fronteira com pilhagens e razias e aplicavam a política de terra queimada quando D. Nuno entrava em Castela.
Pelos seus serviços o rei deu-lhe títulos e terras. Ficou senhor de quase metade de Portugal. Para compensar os seus companheiros de armas, quis D. Nuno, a partir de 1393, durante as tréguas, distribuir os bens por eles. Isto levou a uma intriga na corte que acusava o Condestável de querer tornar esses companheiros em vassalos; estava aberto um conflito com o rei. O Condestável defende-se que não podia devolver o que já não tinha. A coroa comprou propriedades a alguns desses homens. Este conflito levou D. Nuno a considerar abandonar o país; reuniu-se com os seus homens e disse-lhes que quem quisesse fosse com ele; nessa altura corre a notícia de que Castela tinha quebrado as tréguas, logo D. Nuno corre com o seu exército para junto do rei, sendo o primeiro vassalo a fazê-lo. O rei faz então um acordo: as doações feitas, eram mantidas, mas o rei seria o único a ter vassalos, não podendo mais ninguém tê-los; aqueles que receberam bens do Condestável passavam a ser vassalos diretos do rei.

### Tréguas
Depois de tréguas assinadas com Castela, foi acordado o casamento da sua filha com um dos filhos do rei, em 1401, entre o futuro duque de Bragança, D. Afonso, com a filha de D. Nuno, D. Beatriz.
Participou na conquista de Ceuta em 1415 e foi convidado pelo rei a comandar a guarnição que lá ia ficar. O Condestável recusou, pois desejava abandonar a vida militar e abraçar a religiosa.

Antes de entrar no convento, distribuiu os seus bens pelos netos. A sua neta D. Isabel, casou-se com o infante D. João, futuro Condestável.

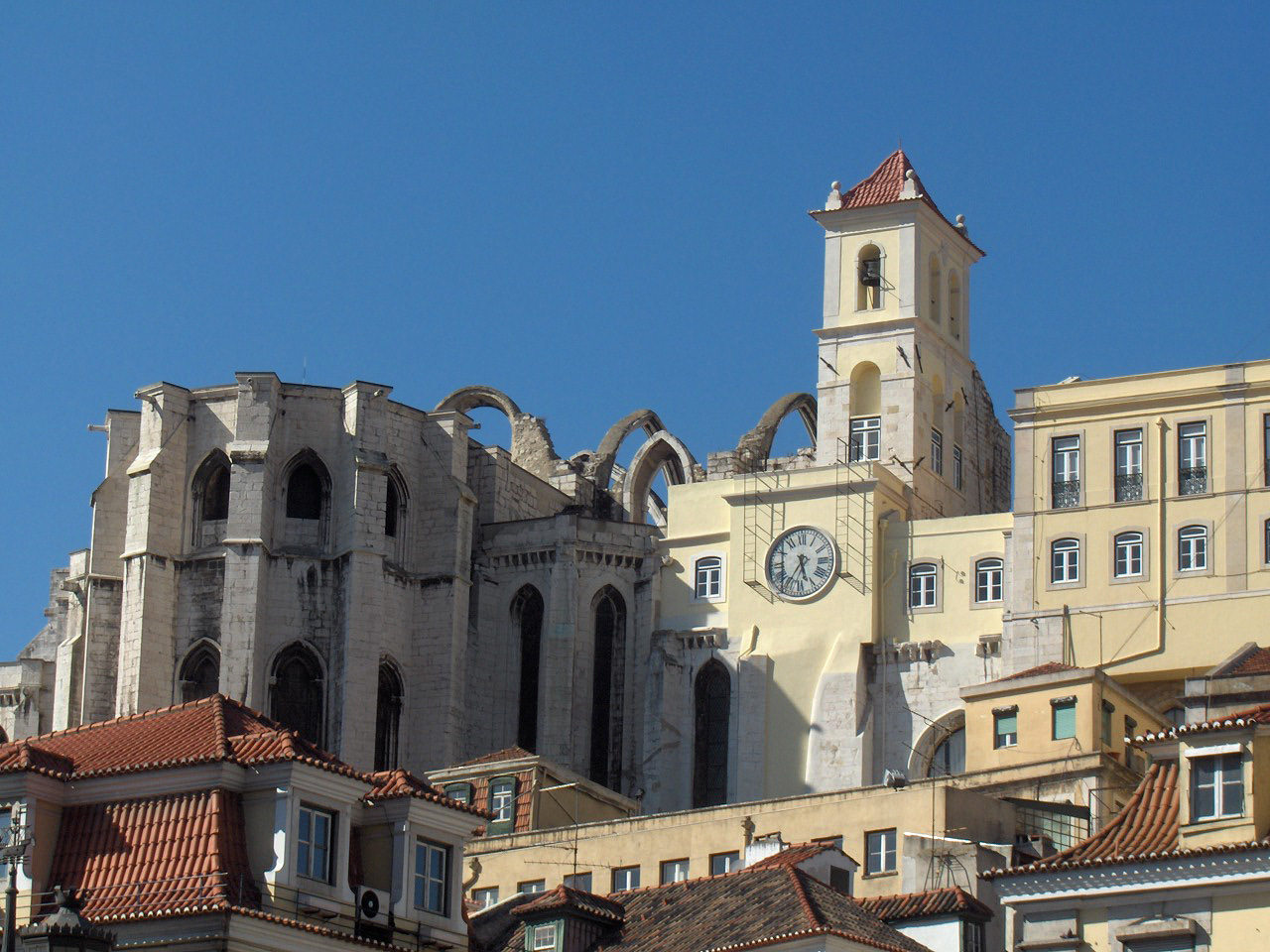
Nos últimos anos da sua vida Nuno Álvares Pereira recolheu-se no Convento do Carmo, onde viria a falecer no ano de 1431

O convento do Carmo deu aos frades carmelitas, assim como os bens que lhe restavam. Ao tornar-se Frei Nuno de Santa Maria, como irmão donato, abdicou do título de conde e de Condestável e pretendeu ir pelas ruas pedir esmola, o que assustou o rei, que pediu ao infante D. Duarte, que tinha muita admiração por Nuno, para convencê-lo a não fazer tal coisa. O infante convenceu Nuno a apenas aceitar esmola do rei, o que foi aceite.

## Vida religiosa
Após a morte da sua mulher, tornou-se carmelita (entrou na Ordem em 1423, no Convento do Carmo, que mandara construir como cumprimento de um voto). Toma o nome de Irmão Nuno de Santa Maria. Aí permanece até à morte, ocorrida em 1 de novembro de 1431 (dia de Todos-os-Santos), com 71 anos, rodeado pelo rei e os infantes.
Percorria as ruas de Lisboa e distribuía esmolas a quem precisava. No convento tinha um grande caldeirão usado pelos seus homens nas campanhas militares, onde se faziam refeições para os pobres. Estas ações levaram o povo a chamá-lo de Santo Condestável.
Durante o seu último ano de vida, o Rei D. João I fez-lhe uma visita no Carmo. D. João sempre considerou que fora Nuno Álvares Pereira o seu mais próximo amigo, que o colocara no trono e salvara a independência de Portugal.
O túmulo de Nuno Álvares Pereira foi destruído no Terramoto de 1755. O seu epitáfio era: 
"Aqui jaz aquele famoso Nuno, o Condestável, fundador da Sereníssima Casa de Bragança, excelente general, beato monge, que durante a sua vida na terra tão ardentemente desejou o Reino dos Céus depois da morte, e mereceu a eterna companhia dos Santos. As suas honras terrenas foram incontáveis, mas voltou-lhes as costas. Foi um grande Príncipe, mas fez-se humilde monge. Fundou, construiu e dedicou esta igreja onde descansa o seu corpo."
Há uma história apócrifa, em que o embaixador castelhano teria ido ao Convento do Carmo encontrar-se com Nun'Álvares, e ter-lhe-á perguntado qual seria a sua posição se Castela novamente invadisse Portugal. Nuno terá levantado o seu hábito, e mostrado, por baixo deste, a sua cota de malha, indicando a sua disponibilidade para servir o seu país sempre que necessário e declarando que "se el-rei de Castela outra vez movesse guerra a Portugal, serviria ao mesmo tempo a religião que professava e a terra que lhe dera o ser".
Conta-se também que no início da sua vida monástica, em 1425 correra em Lisboa o boato de que Ceuta estaria em risco de ser apresada pelos Mouros. De imediato Nuno de Santa Maria manifesta a sua vontade em fazer parte da expedição que iria acudir a Ceuta. Quando o tentaram dissuadir, apontando a sua figura alquebrada pelos anos e por tantas canseiras, pegou numa lança e disse: "Em África a poderei meter, se tanto for mister!" (daqui nasceu a expressão "meter uma lança em África", no sentido de se vencer uma grande dificuldade). Atirou a lança do varandim do convento, que atravessou todo o Vale da Baixa de Lisboa, indo cravar-se numa porta do outro lado do Rossio.

## Descendência
Do seu casamento com Leonor de Alvim, nasceram três filhos: dois rapazes que morreram jovens e uma filha que chegou à idade adulta e teve descendência: Beatriz Pereira de Alvim, que se tornou mulher de D. Afonso, o 1.º Duque de Bragança, dando origem à Casa de Bragança que viria a reinar em Portugal três séculos mais tarde.
Não obstante, a primogenitura, a descendência direta e a representação genealógica do Condestável pertence aos Marqueses de Valença, por o 1.º Marquês de Valença e 4.º Conde de Ourém (por doação direta do condestável, seu avô materno), Afonso de Bragança, ser o filho primogénito de sua mãe: Beatriz Pereira de Alvim, primeira esposa do 1.º Duque de Bragança, D. Afonso. Por esse motivo os Marqueses de Valença mantiveram até aos dias de hoje o uso do apelido "de Portugal" em alusão ao reino e também à varonia real, mais tarde mantida pelo tronco "de Sousa Coutinho" (Borba e Redondo). Esta razão está também patenteada na própria heráldica, mantendo os Marqueses de Valença a "cruz florenciada" dos Pereira alternada com as Armas do Reino, o que já não acontece com o ramo segundogénito, os Duques de Bragança, que nunca tiveram direito ou pretensão a esta representação genealógica.
Por outro lado, a família Mello dos Duques de Cadaval, por sua vez um ramo segundogénito da família Bragança, veio mais tarde a adotar, em memória ao seu ilustre antepassado e por passarem a ter a varonia Bragança, o apelido "Alvares Pereira" e as mesmas armas dos "Portugal", o que não lhes induz algum direito de representação, a não ser por pura analogia.

## Beatificação e canonização

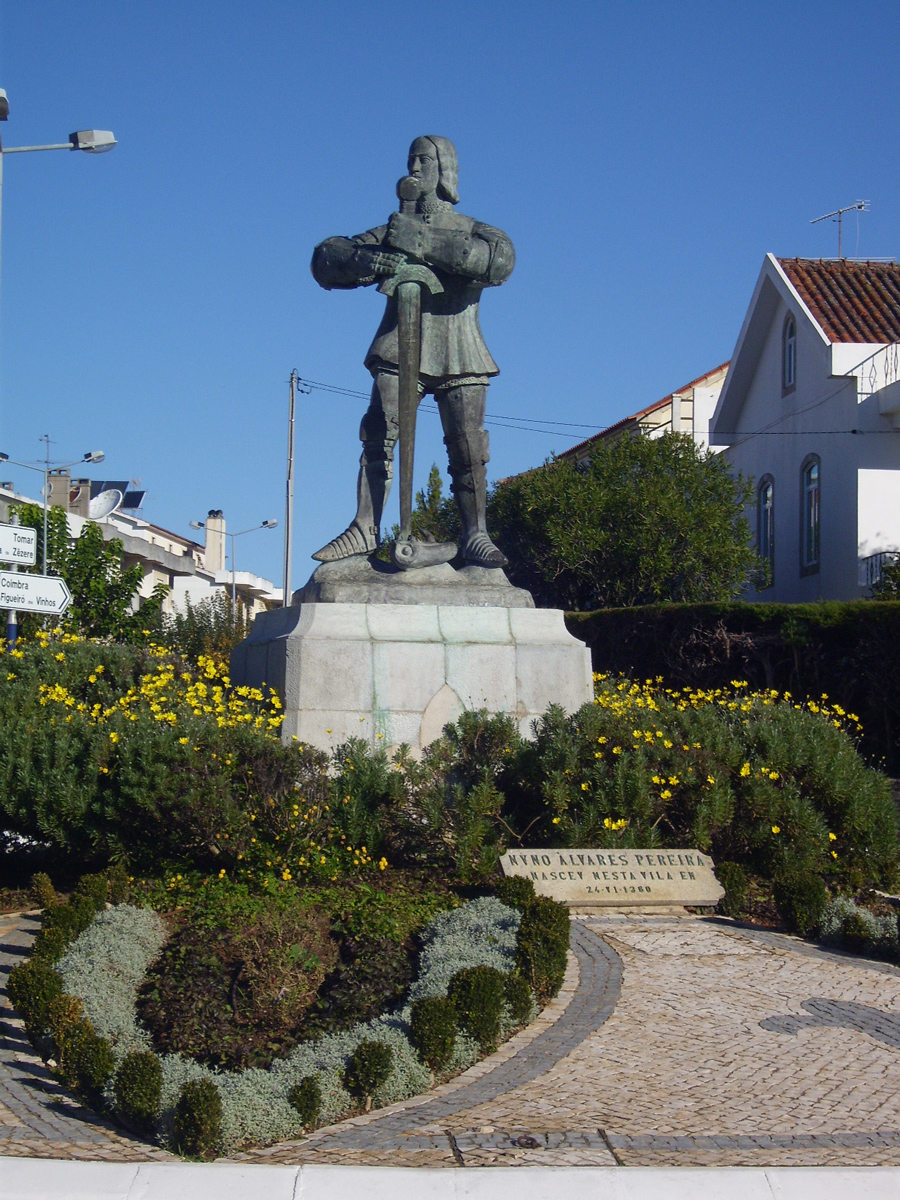
Estátua de D. Nuno Álvares Pereira em Cernache do Bonjardim, inaugurada a 25 de junho de 1973. Com a inscrição "Nuno Álvares Pereira nasceu nesta vila em 24-06-1360"

Nuno Álvares Pereira foi beatificado em 23 de janeiro de 1918 pelo Papa Bento XV, pelo Decreto "Clementíssimus Deus", e foi consagrado o dia 6 de novembro ao, então, beato. Iniciado em 1921, em 1940 o processo de canonização foi interrompido por razões essencialmente políticas. O país festejava então os Centenários da Fundação de Portugal e da Restauração da Independência e Salazar desejava que a canonização do Beato Nuno se revestisse de uma pompa nunca vista e num ambiente de grande exaltação nacionalista, incluindo uma possível visita papal a Portugal, para que o próprio Sumo Pontífice presidisse às cerimónias da Canonização. O Papa de então (Pio XII) recusou, profundamente incomodado com o significado altamente político em que o facto estava a descambar. O Processo foi então suspenso e por assim dizer, caiu num "semi-esquecimento".

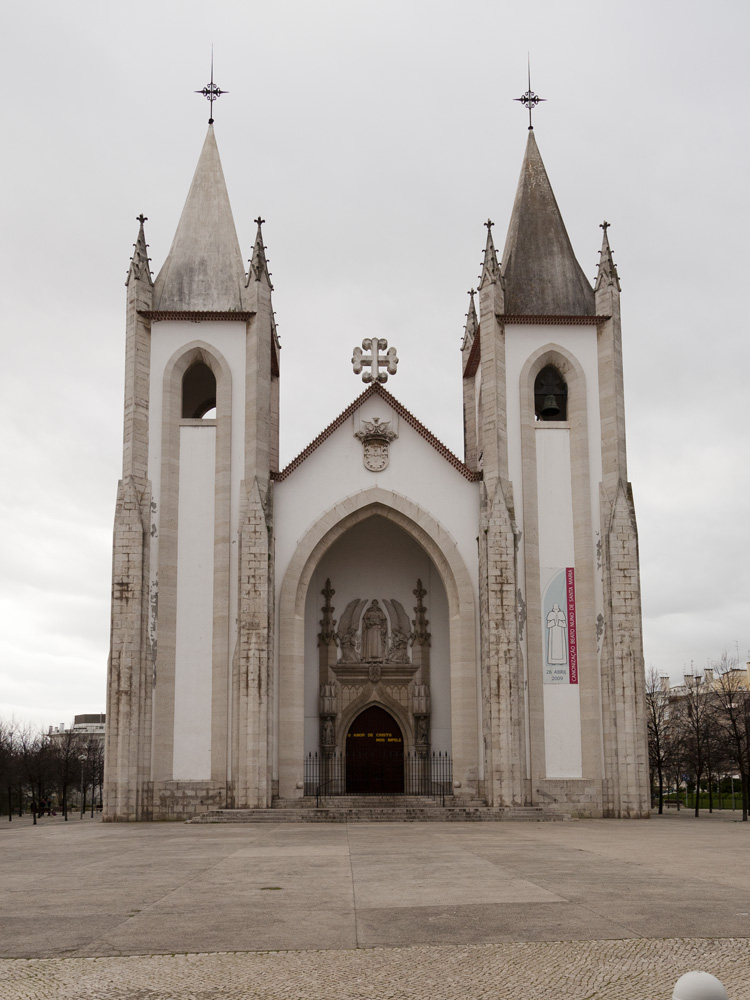
Igreja Santo Condestável, em Lisboa, Campo de Ourique

Em 1953, foi inaugurada a Igreja do Santo Condestável, sede da Paróquia do mesmo nome, em Campo de Ourique (Lisboa), que contou com a Procissão de Transladação das Relíquias desde o Largo do Carmo, no meio de honras militares e de um intenso entusiasmo popular (segundo testemunhos da época, mais de metade do povo de Lisboa esteve presente na consagração da Igreja e nas restantes cerimónias religiosas) e com a presença dos mais altos dignitários da Nação. Posteriormente, em 2004 o Processo foi reiniciado por vontade do Cardeal Patriarca de Lisboa, D. José da Cruz Policarpo.
No Consistório de 21 de fevereiro de 2009 - acto formal no qual o Papa ordenou aos Cardeais para confirmarem os processos de canonização já concluídos - o Papa Bento XVI anunciou para 26 de abril de 2009 a canonização do Beato Nuno de Santa Maria, juntamente com quatro outros novos santos. O processo referente a Nuno Álvares Pereira encontrava-se concluído desde a Primavera de 2008, noventa anos após sua beatificação.

D. Nuno Álvares Pereira foi canonizado como São Nuno de Santa Maria pelo papa Bento XVI às 9h 33min (hora de Portugal) de 26 de abril de 2009.

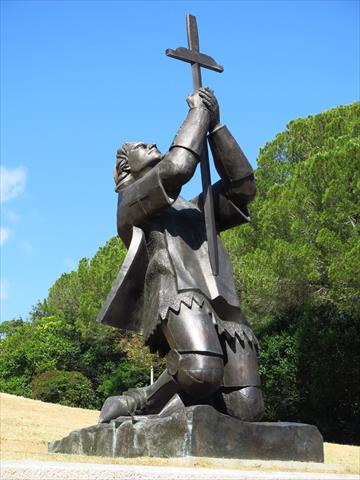
Estátua de D. Nuno Álvares Pereira, da autoria do escultor Augusto Cid, inaugurada, a 6 de Novembro de 2016, no Jardim Ducla Soares, sito no topo da Avenida da Torre de Belém

A Conferência Episcopal Portuguesa, em nota pastoral sobre a canonização de Nuno de Santa Maria, declarou:
"(…) o testemunho de vida de D. Nuno constituirá uma força de mudança em favor da justiça e da fraternidade, da promoção de estilos de vida mais sóbrios e solidários e de iniciativas de partilha de bens. Será também apelo a uma cidadania exemplarmente vivida e um forte convite à dignificação da vida política como expressão de melhor humanismo ao serviço do bem comum. Os Bispos de Portugal propõem, portanto, aos homens e mulheres de hoje o exemplo da vida de Nuno Álvares Pereira, pautada pelos valores evangélicos, orientada pelo maior bem de todos, disponível para lutar pelos superiores interesses da Pátria, solícita por servir os mais desprotegidos e pobres. Assim seremos parte activa na construção de uma sociedade mais justa e fraterna que todos desejamos." 